# Каспаров, Роман Григорьевич
Роман Григорьевич Каспаров (13 января 1916 Ростов-на-Дону — 7 апреля 1989, там же) — советский армянский музыкант, дирижер, Заслуженный артист Армянской ССР. 
Профессор Ростовского музыкально-педагогического института. Работал дирижёром Ростовского симфонического оркестра.

## Биография
Родился 13 января 1916 года в Ростове-на-Дону в семье служащего.
В 1931 году окончил семилетнюю школу.
С 1931 по 1933 годы работал в кинооркестре клуба совторгслужащих.
С 1933 по 1935 годы обучался в московском музыкальном техникуме имени Гнесина (Москва), одновременно с октября 1934 по сентябрь 1935 — работал скрипачом оркестра Московского художественного рабочего театра.
В сентябре 1935 года Каспаров вернулся в Ростов-на-Дону, где продолжал образование в музыкальном училище, которое окончил в 1938 году.
В сентябре 1938 года был призван в ряды РККА для прохождения срочной службы скрипачом симфонического оркестра центрального Дома Красной Армии. После демобилизации, с октября 1940 года, Каспаров — артист государственного симфонического оркестра СССР.
С февраля 1941 года по октябрь 1959 — работал в оркестре государственного академического театра оперы и балета им. Спендиарова в Ереване. Одновременно преподавал в школе-десятилетке им. Чайковского, а затем — в русском педагогическом училище.

### Дирижерская деятельность
С 1954 по 1959 годы Каспаров обучался в Ереванской Госконсерватории им. Комитаса, которую окончил по специальности оперно-симфонического дирижирования.
С 1959 по 1964 годы работал в Ворошиловградской филармонии в качестве главного дирижёра симфонического оркестра.
В 1964—1965 годах — дирижёр Ереванского оперного театра.
С марта 1965 года — дирижёр симфонического оркестра Ростовской филармонии; одновременно многие годы руководил народным театром оперы Дворца культуры завода «Ростсельмаш».
С 1977 года преподавал в Ростовском государственном музыкально-педагогическом институте заведующим отделением дирижирования.

### Общественная деятельность
С 1949 года Роман Григорьевич был членом КПСС.
С 1950 по 1959 годы ежегодно избирался членом партбюро театра, четырежды первым секретарем.
В 1954, 1955 и 1956 годах избирался членом Кировского райкома КП Армении города Еревана делегатом районных и городских партконференций, делегатом XVIII съезда КП Украины.
Умер 7 апреля 1989 года, похоронен в Ростове-на-Дону.
Жена — Воронина Галина Васильевна.

## Награды

Памятная доска в Ростове-на-Дону

- Награждён орденом Знак Почета (1956);
- Заслуженный артист Армянской ССР (1956).

## Память
- На доме по проспекту Ворошиловскому 65, где жил Каспаров, установлена мемориальная доска. Автор — скульптор Борис Кондаков.